# تیم ملی فوتبال ونزوئلا
تیم ملی فوتبال ونزوئلا نماینده کشور ونزوئلا در مسابقات بین‌المللی و آمریکای جنوبی است که زیر نظر فدراسیون فوتبال ونزوئلا فعالیت می‌کند.
تیم ملی ونزوئلا اولین بازی رسمی خود را در تاریخ ۱۲ فوریه ۱۹۳۸ میلادی در برابر تیم ملی فوتبال پاناما برگزار کرده‌است.
تیم ملی ونزوئلا تاکنون در هیچ‌یک از ادوار جام جهانی فوتبال حضور نداشته و در مسابقات کوپا آمریکا نیز مقامی بهتر از چهارمی کسب نکرده‌است.
ونزوئلا در سال ۲۰۱۱ به رده ۳۹ رده‌بندی فیفا رسیده که بهترین رکورد و نتیجه تیم ملی آن از ابتدا تاکنون بوده‌است.

## آمار

### جام جهانی
| سال          | مرحله       | رتبه        | بازی        | برد         | تساوی       | باخت        | گل زده      | گل خورده    |            |
| ------------ | ----------- | ----------- | ----------- | ----------- | ----------- | ----------- | ----------- | ----------- | ---------- |
| ۱۹۳۰ تا ۱۹۵۴ | حضور نداشته | حضور نداشته | حضور نداشته | حضور نداشته | حضور نداشته | حضور نداشته | حضور نداشته | حضور نداشته |            |
| ۱۹۵۸         | انصراف      | انصراف      | انصراف      | انصراف      | انصراف      | انصراف      | انصراف      | انصراف      |            |
| ۱۹۶۲         | حضور نداشته | حضور نداشته | حضور نداشته | حضور نداشته | حضور نداشته | حضور نداشته | حضور نداشته | حضور نداشته |            |
| ۱۹۶۶ تا ۱۹۷۰ | عدم انتخاب  | عدم انتخاب  | عدم انتخاب  | عدم انتخاب  | عدم انتخاب  | عدم انتخاب  | عدم انتخاب  | عدم انتخاب  |            |
| ۱۹۷۴         | انصراف      | انصراف      | انصراف      | انصراف      | انصراف      | انصراف      | انصراف      | انصراف      |            |
| ۱۹۷۸ تا ۲۰۱۰ | عدم انتخاب  | عدم انتخاب  | عدم انتخاب  | عدم انتخاب  | عدم انتخاب  | عدم انتخاب  | عدم انتخاب  | عدم انتخاب  | عدم انتخاب |

### کوپا آمریکا
- ۱۹۱۶ تا ۱۹۶۳ – حضور نداشته
- ۱۹۶۷ – ۵
- ۱۹۷۵ – مرحله ۱ (رتبه ۱۰)
- ۱۹۷۹ – مرحله ۱ (رتبه ۱۰)
- ۱۹۸۳ – مرحله ۱ (رتبه ۱۰)
- ۱۹۸۷ – مرحله ۱ (رتبه ۱۰)
- ۱۹۸۹ – مرحله ۱ (رتبه ۱۰)
- ۱۹۹۱ – مرحله ۱ (رتبه ۱۰)
- ۱۹۹۳ – مرحله ۱ (رتبه ۱۱)
- ۱۹۹۵ – مرحله ۱ (رتبه ۱۲)
- ۱۹۹۷ – مرحله ۱ (رتبه ۱۲)
- ۱۹۹۹ – مرحله ۱ (رتبه ۱۲)
- ۲۰۰۱ – مرحله ۱ (رتبه ۱۲)
- ۲۰۰۴ – مرحله ۱ (رتبه ۱۱)
- ۲۰۰۷ – یک چهارم نهایی (رتبه ۶)
- ۲۰۱۱ – ۴